# The Righteous Brothers
The Righteous Brothers est un duo musical américain, composé à l'origine de Bill Medley et Bobby Hatfield. 

## Carrière
The Righteous Brothers ont enregistré des disques entre 1963 et 1975, et ont chanté en concert jusqu'à la mort de Bobby Hatfield en 2003.
Le duo doit son nom à un Marine afro-américain qui avait crié à la fin d'un de leur concert : « That was righteous, brothers ! » (« C'était super, les gars ! »).
You've Lost That Lovin' Feelin', leur premier single, écrit et produit par Phil Spector, sort en 1965. Il rencontre un grand succès, malgré une durée qui excède alors la norme pour les radios.
Le groupe remporte d'autres succès dans les années 1960 avec notamment Ebb Tide (en), Unchained Melody en 1965 et (You're My) Soul and Inspiration en 1966.
En 1987, Bill Medley chante en duo avec Jennifer Warnes (I've Had) The Time of My Life dans le film Dirty Dancing.
Bobby Hatfield meurt d'une défaillance cardiaque en lien avec une consommation de cocaïne le 5 novembre 2003 dans un hôtel de la ville de Kalamazoo dans le Michigan, alors qu'il devait y participer à un concert des Righteous Brothers.
En 2016, Bill Medley décide de reformer le duo avec le chanteur Bucky Heard.

## Dans la culture populaire

### Cinéma et télévision
- Un extrait de You've Lost That Lovin' Feelin' des Righteous Brothers est utilisé dans une des dernières scènes du film Top Gun (1986).
- You've Lost That Lovin' Feelin' est également utilisé dans le téléfilm Phil Spector (2013).
- (I've Had) The Time of My Life de Bill Medley, en duo avec Jennifer Warnes, fait partie de la bande originale du film Dirty Dancing (1987).
- Unchained Melody est utilisée dans la bande originale du film Ghost (1990).